# 映画 プリキュアオールスターズNewStage2 こころのともだち
『映画 プリキュアオールスターズNewStage2 こころのともだち』（えいが プリキュアオールスターズニューステージツー こころのともだち）は、2013年3月16日公開のアニメ映画。「プリキュアシリーズ」としては14作目の映画作品であると同時に、歴代シリーズ作品によるクロスオーバー作品の第5弾に当たる。
キャッチコピーは｢わたしたちは、ひとりじゃない!｣

## 概要
2012年3月公開の『映画 プリキュアオールスターズNewStage みらいのともだち』に続く、『プリキュアオールスターズNewStage』シリーズの第2作で、映画初登場となる『ドキドキ!プリキュア』の4人を含めた32人のプリキュアが登場。このうちの半数に当たる16人が台詞付きでの出番となる。
本作品では、異世界にある妖精の学校を舞台に、オリジナルキャラクターのグレルとエンエンを中心として、それをプリキュアたちがサポートするというストーリーが展開される。プロデューサーの梅澤淳稔は、本作品のテーマとして「いじめ問題」を掲げており、特にテレビシリーズ中で当初はプリキュアたちと対立していたが、改心して自らもプリキュアへと転身したキュアパッションとキュアビートに、「悪いことをしてもやり直せる」というメッセージを託しているという。
一部劇場では、子供向けの映画を初めて観る未就学の観客を対象に「はじめての映画館キャンペーン」を実施。照明を薄明かりにし音量を下げる配慮や、認定証のプレゼントなどを行い、恐怖心を和らげ映画に慣れ親むことを目的としている。
全国174スクリーンという公開規模ながら、2013年3月16、17日の初日2日間で興収1億9,657万7300円、動員17万5,930人になり映画観客動員ランキング（興行通信社調べ）で初登場3位となった。公開5週目で累計動員87万8,243人、累計興収9億5,567万6,600円突破した。2014年1月発表の興行収入成績は10.3億円。
宣伝ポスターは、32人のプリキュアたちが全員横を向いて並んでいるイラストが用いられているが、速報ポスターやロングタイプポスターではキュアマリンのみ正面側を向いている。公式サイトのトップページの集合イラストでも、ランダムで「並んでいるプリキュアたちのうち、キュアマリンがこちらを向く」という仕掛けが存在し、エンディングアニメーションでも最後で顔を向ける仕掛けがある。これについて、梅澤は「こっち向けるのはマリンしかいない。マリンなら辛抱たまらずにこっち向いちゃうだろうなと。ひとりこっち向いてるのもこれはこれで面白いかもって話になって速報ポスターで採用された」と語っている。
本作品の音楽は、高梨康治が作曲した楽曲が主に使われているほか、『ドキドキ!プリキュア』の変身シーンでは高木洋の「プリキュア・ラブリンク!」が選曲された。

## ストーリー
プリキュアの守護妖精になるために勉強する妖精が通う妖精学校。ある日、その妖精学校からプリキュアたちの元に「プリキュアパーティ」の招待状が届く。しかし、そこではプリキュアの人気を妬む妖精グレルが、心の影を映す「影水晶」から生まれた自分の影と共に行動するようになっていて、「プリキュアパーティ」は影と影に唆されたグレルによる罠だった。影は訪れたプリキュアオールスターズを弱点を突いて倒し、変身アイテムやパートナーである妖精たちを奪い、水晶で固めてしまう。
泣き虫の妖精・エンエンは影に言われるがままにグレルの行動を止めようとするが勇気を出せないままグレルに巻き込まれてしまう。そしていつしか影はプリキュアを倒したことで巨大な力を身につけ暴走を開始し、グレルが望まなかったことまで引き起こしてしまう。
一方、みゆきとキャンディに誘われる形でパーティにやってきたマナたち「ドキドキ! プリキュア」の4人だったが、影から逃げ惑うグレルとエンエンと出会い、事の次第を知る。4人と2匹は影の暴走を止め、歴代プリキュアたちを助けだすため、行動を開始するが……。

## 登場キャラクター
登場キャラクターの基本情報は各作品の項目を参照。本節ではオリジナルキャラクターなどを除き、主に本作品での立ち位置を示す。また原則として、キャストの付記されていないキャラクターは台詞無しでの登場となる。

### ドキドキ!プリキュア
円亜久里 / キュアエース、アイちゃんは未登場。
プリキュア
テレビシリーズに先駆けて、4人同時変身版の変身バンクが本作品で初公開された。
相田 マナ（あいだ マナ） / キュアハート
声 - 生天目仁美
今回はキュアハッピーとペアを組む。
そのキュアハッピーことみゆきとは本作品が初対面であるため、オールスターズ映画恒例の「現役の主人公プリキュアと前作の主人公プリキュアが素顔で初対面すると、ホワイトバック・スローモーションになる」演出がなかった。
菱川 六花（ひしかわ りっか） / キュアダイヤモンド
声 - 寿美菜子
今回はキュアビューティとペアを組む。
四葉 ありす（よつば ありす） / キュアロゼッタ
声 - 渕上舞
自身のお茶会で、各シリーズの登場した食べ物（後述）を用意していた。
今回はキュアサニーとペアを組む。
剣崎 真琴（けんざき まこと） / キュアソード
声 - 宮本佳那子
ありすのお茶会で『スマイル』に登場した納豆餃子飴を食べるが、強烈な臭さで悶絶する。
今回はキュアピースとペアを組む。

妖精
シャルル
声 - 西原久美子
妖精学校の当時の生徒で、同じクラスであったキャンディとは旧知の仲であることが作中語られている。
ラケル
声 - 寺崎裕香
妖精の瀧に沈められていた先輩のメップルに電話をかけ、居場所を尋ねたあと救援に向かう。
ランス
声 - 大橋彩香
ダビィ
声 - 内山夕実

### スマイルプリキュア!
プリキュア
星空 みゆき（ほしぞら みゆき） / キュアハッピー
声 - 福圓美里
テレビシリーズに引き続き、おっちょこちょいぶりや勉強ができない面が強調されている。作中では影の罠により水晶にされる最中、エンエンにキュアハートたちを呼んでと依頼し、水晶から解放されたあとはキュアハートとペアを組む。
『Splash Star』以降のメンバーには「ちゃん」付けで呼んでいたが、『ふたりはプリキュア / ふたりはプリキュア MaxHeart』のなぎさとほのかには「さん」付けで呼んでいる。
日野 あかね（ひの あかね） / キュアサニー
声 - 田野アサミ
今回はキュアロゼッタとペアを組む。
「ドキドキスマイルミラクルボンバー」の命名者であるが、キュアロゼッタに突っ込まれる。
黄瀬 やよい（きせ やよい） / キュアピース
声 - 金元寿子
今回はキュアソードとペアを組んでおり、キュアソードから「先輩」呼ばわりされた際は、先輩としてはりきる。また「影」との第1ラウンドでは、必殺技「プリキュア・ピース・サンダー」で雷をピースサインに集める際は今までどおりに驚いていたが、『ドキドキ』のメンバーとの第2ラウンド（「ドキドキスマイルミラクルボンバー」時）では、映画では初めて雷に耐える表情をみせた。
緑川 なお（みどりかわ なお） / キュアマーチ
声 - 井上麻里奈
青木 れいか（あおき れいか） / キュアビューティ
声 - 西村ちなみ
現在も生徒会の会長を務めている。今回はキュアダイヤモンドとペアを組む。

妖精
キャンディ
声 - 大谷育江
現在のメルヘンランドのクイーンを務めているが、引き続きみゆきたちの元で暮らしている。
みゆきと同じく、勉強が苦手。新しいクイーンとしては未熟で、毎日ポップに厳しく教育させられており、勉強から抜けだしてきた。また、舌足らずなことばやドジな面も健在。
妖精学校の当時の生徒で、同じクラスであったシャルルとは旧知の仲。のちに招待状が間にあわなかった『ドキドキ!プリキュア』の4人をプリキュアパーティに誘った。
みゆきたちが影の罠で水晶にされるが、唯一影の誘拐から逃れた。そのあと、助けを呼んだポップとともに『スマイル』までの歴代プリキュア及び『スイート』までの歴代妖精の救出に向かう。
ポップ
声 - 阪口大助
クロスオーバー映画並びに映画初登場。
現在のクイーンであるキャンディの教育係を務めており、まだクイーンとしての未熟であるキャンディを厳しく教育している。現在もメルヘンランドで暮らしており、みゆきたちやキャンディとともに人間界には常駐していない。
キャンディの助けで、水晶にされた歴代プリキュアと捕われた歴代妖精の救出に向かう。
テレビシリーズで披露した鷲の姿にも変身し、『5GoGo!』のシロップともどもキャンディや歴代の妖精、そしてグレルとエンエンを運ぶ。

### スイートプリキュア♪
プリキュア
北条 響（ほうじょう ひびき） / キュアメロディ
南野 奏（みなみの かなで） / キュアリズム
黒川 エレン（くろかわ エレン） / キュアビート
声 - 豊口めぐみ
当初はマイナーランドの歌姫・セイレーンとして対峙していたが、そこから改心した経験をキュアパッションとともにグレルとエンエンに話し、「間違ったことをしてもやり直せる」と諭す。
調辺 アコ（しらべ アコ） / キュアミューズ
ハミィ
フェアリートーン

### ハートキャッチプリキュア!
プリキュア
花咲 つぼみ（はなさき つぼみ）/キュアブロッサム
声 - 水樹奈々
高所恐怖症は健在。
来海 えりか（くるみ えりか） / キュアマリン
声 - 水沢史絵
パワー回復後に妖精たちの熱い声援をうけ、「プリキュアをやっていてよかった」と感慨にふけったあと、声援と期待に応えると、従来のはりきりぶりを披露した。
戦闘では「プリキュア・おでこパンチ」を影に放つ。
明堂院 いつき（みょうどういん いつき） / キュアサンシャイン
月影 ゆり（つきかげ ゆり） / キュアムーンライト
シプレ
コフレ
ポプリ

### フレッシュプリキュア!
プリキュア
桃園 ラブ（ももぞの ラブ） / キュアピーチ
蒼乃 美希（あおの みき） / キュアベリー
山吹 祈里（やまぶき いのり） / キュアパイン
東 せつな（ひがし せつな） / キュアパッション
声 - 小松由佳
当初はラビリンスの幹部・イースとして対峙していたが、そこから改心した経験をキュアビートとともにグレルとエンエンに話し、「間違ったことをしてもやり直せる」と諭す。

妖精
シフォン
タルト
声 - 松野太紀
妖精学校の特別講師として招かれ、プリキュアについての授業を行う。
シフォンや他の歴代妖精たちに先駆けて妖精の世界に向かっており、終始プリキュアたちが住む人間界にはいなかった。

### Yes!プリキュア5 / Yes!プリキュア5GoGo!
夢原 のぞみ（ゆめはら のぞみ） / キュアドリーム
夏木 りん（なつき りん） / キュアルージュ
春日野 うらら（かすがの うらら） / キュアレモネード
秋元 こまち（あきもと こまち） / キュアミント
水無月 かれん（みなづき かれん） / キュアアクア
ミルク / 美々野 くるみ（みみの くるみ） / ミルキィローズ
ココ
ナッツ
シロップ

### ふたりはプリキュア Splash Star
日向 咲（ひゅうが さき） / キュアブルーム
美翔 舞（みしょう まい） / キュアイーグレット
フラッピ
チョッピ
ムープ
フープ

### ふたりはプリキュア / ふたりはプリキュアMax Heart
プリキュア
『フレッシュ』から『スイート』までのプリキュアや妖精たちに先駆けて妖精の世界に到着するが、いきなり影に襲われる。
「ミラクルライト」でパワーを取り戻した後は、影との戦闘で往年のアクションを披露した。
美墨 なぎさ（みすみ なぎさ） / キュアブラック
声 - 本名陽子
本作品でもおっちょこちょいぶりやメップルとの口ゲンカは健在。
雪城 ほのか（ゆきしろ ほのか） / キュアホワイト
声 - ゆかな
九条 ひかり（くじょう ひかり） / シャイニールミナス
声 - 田中理恵

妖精
なぎさたちが影に水晶にされたあと、自分たちも『スイートプリキュア』までの歴代の妖精とともに人質にされる。しかし、後輩のラケルからの電話を受けて救援を要請する。そのあとは『スマイルプリキュア』の妖精たちとグレル、エンエンによって救出される。
メップル
声 - 関智一
ミップル
声 - 矢島晶子
ポルン
ルルン

### 妖精の世界
宇宙空間に浮かぶ球状の中に存在する世界で、内部には森や湖などの自然が広がっており、空にはヒマワリ型の太陽が浮かんでいる。 
この世界に住んでいる妖精たちは過去のプリキュアシリーズに登場した妖精に近似しており、彼らがプリキュアのパートナー妖精になるための勉強に励む、大木の形をした施設「妖精学校」が湖にほど近いところに建てられている。この学校にはシャルルとキャンディもかつて通っていたことが明かされている。
以下のキャラクターの内、グレルとエンエンを含む妖精学校の妖精たちは2014年春公開の『映画 プリキュアオールスターズNewStage3 永遠のともだち』、2015年春公開の『映画 プリキュアオールスターズ 春のカーニバル♪』にも登場している（後者では台詞無しでの出演）。また、グレルとエンエンは2019年春公開の『映画 プリキュアミラクルユニバース』ではエンドカード内に、2023年秋公開の『映画 プリキュアオールスターズF』ではミラクルライトを振るシーンにそれぞれ登場している。
グレル
声 - 愛河里花子
本作品の主人公的な存在で、タヌキのような姿の妖精学校の生徒。一人称は「オレ」。
赤いマントに金色のダイヤのブローチを身につけている他、本作品でのみ玩具の剣を携行している。
自分と同じく友だちが少ないエンエンと出会い、それ以降行動をともにする。
活発でやんちゃな性格で、それゆえに周囲を困らせている。また自分より注目されるプリキュアを「変身しなければただの少女」と妬ましく感じていて、表向きは粗暴な態度をしているが、本心ではプリキュアの妖精になりたいと思っている。
「影水晶」が生みだした影に出会い、その影に唆されて意気投合し、さらには悪事に加担してエンエンも誘う。しかし物語が進むにつれて影が行っている悪事の規模の大きさに戸惑い、事態が望まない方向に進んでいくことに罪悪感を感じはじめる。
『ドキドキ!』のメンバーたちと出会い、さらにかつてプリキュアの敵だったキュアパッションとキュアビートに「悪いことをしてもやり直せる」「素直になる」ということを教えられて立ち直る。そして、影に悪事を止めるよう説得しようとする。
エンエン
声 - 玉川砂記子
本作品のもう一匹の主人公的な存在で、キツネのような姿の妖精学校の生徒。一人称は「ぼく」。
水色の頭巾をかぶっており、金色のハートのブローチを身につけている。
プリキュアの妖精になりたいと思っているが、引っ込み思案で泣き虫な性格ため、自分には無理と思っており、その性格からか友だちも少ない。唯一話しかけてくれたグレルのことは慕っており、グレルとともに行動するようになる。
「影水晶」の影に誘惑されたグレルの誘いを断れず、影の悪事に加担。そのことが原因で落ち込むが、キュアハートたちに励まされたことによって、笑顔をみせられるように強くなることを決意する。
物語の途中にて、グレルに「取り返しのつかないことした自分を見捨ててくれ」と言われるが、自身の思いを告げてグレルとの友情を深める。
妖精学校の先生
声 - 菊池正美
緑色の亀の様な姿で赤い蝶ネクタイをしている。だれが相手でも、丁寧なことば遣いで話す。

### 本作品の敵
影（かげ）
声 - 坂本千夏
「影水晶」がグレルの負の感情を察知し、彼の「こころ」から生まれた存在。一人称は「オレ」。
名前のとおり影の姿をしており、分身能力をもつ。さまざまな姿に変化可能で、人間型、巨大型、ヘビ型、イノシシ型、魚型、手型などがいる。
相手を水晶化させる能力をもつほか、「プリキュア教科書」を参考にしてプリキュアたちの戦闘スタイルを分析する知略をみせている。
こころの弱いグレルとエンエンを唆す。
『スマイル』までの歴代プリキュアたちを弱点を突いて倒した後、変身アイテムを奪い水晶化し、さらに『スイート』までの歴代妖精と変身アイテムを奪って変身能力を封じると、学校を始めとする破壊活動を行うなど、グレルの意思に関係なく暴走しだし、ついには妖精学校の生徒たちを誘拐する。また、影ゆえに光が嫌いなため、本作品の世界の太陽を破壊しようとする。
物語のクライマックスにて、復活したプリキュアたちとの戦いで劣勢に立たされると、最終形態になって逆転をはかるもプリキュアたちに敗北。力を失ってもなおグレルに彼の不満を指摘するが、気持ちを立ち直ったグレルに説得されたことで負の感情から開放され、元の「影水晶」に戻った。
最終形態
すべての影たちが合体した姿。巨大な黒いアリのような姿に変貌し、赤く光る目が特徴。
口から放つ光線はプリキュアオールスターズの攻撃と互角の威力を備える。

### 過去作品の登場キャラクター
本作品は異世界が舞台という関係のため、オープニングと「プリキュアの『妖精の世界』への出発」のみ登場。シリーズのレギュラー映画の様に、プリキュアたちが異世界に行ったことは感づかれていない。
前作『映画 プリキュアオールスターズNewStage みらいのともだち』のキャラクターも本節にて記載する。
フレッシュプリキュア!
カオルちゃん
妖精学校への出発シーンに登場。またオープニングでは顔は出してないが、「クローバー」のダンス特訓場面を店のドーナツの穴から覗いていた。
ミユキ
OPでは「クローバー」にダンスを教え、プリキュアが妖精学校へ向かう場面では「KAORU'S Doughnut Cafe」に来店していた。

ハートキャッチプリキュア!
来海 ももか（くるみ ももか）
沢井 なおみ（さわい なおみ）
佐久間 としこ（さくま としこ）
志久 ななみ（しく ななみ）
黒田 るみこ（くろだ るみこ）
佐藤 一二三（さとう ひふみ）
女子生徒会員1名
全てオープニングの通学場面シーンに登場。一二三と女子生徒会員は映画初登場。

スイートプリキュア♪
南野 奏太（みなみの そうた）
オープニングの通学場面シーンに登場。
西島 和音（にしじま わおん）
東山 聖歌（ひがしやま せいか）
スイーツ部員1名
プリキュアたち（「フレッシュ」と「ハートキャッチ」）が妖精学校に向かうシーンのみ登場。このうち和音と聖歌は前々作『映画 プリキュアオールスターズDX3 未来にとどけ! 世界をつなぐ☆虹色の花』の小説版にも脇役として登場していたが、映像としては初登場となる。

スマイルプリキュア!
豊島 ひでかず（とよしま ひでかず）
野川 けんじ（のがわ けんじ）
宗本 しんや（むねもと しんや）
木村 さとし（きむら さとし）
井上 せいじ（いのうえ せいじ）
北原 ともふみ（きたはら ともふみ）
岡田 まゆ（おかだ まゆ）
尾ノ後 きよみ（おのうしろ きよみ）
柏本 まゆか（かしもと まゆか）
金本 ひろこ（かねもと ひろこ）
木角 まゆみ（きかど まゆみ）
藤川 あみ（ふじかわ あみ）
本田 あや（ほんだ あや）
その他の2年2組のクラスメイト
佐々木 なみえ（ささき なみえ）
全員映画初登場。オープニングの終盤でみゆきたちが数学のテストをしているシーンに登場。

映画 プリキュアオールスターズNewStage みらいのともだち
坂上 あゆみ（さかがみ あゆみ）
本作品ではプリキュアたちが妖精学校に向かうシーンにて、クラスメートの3人と共に咲の家である「ベーカリーPANPAKAパン」へ買物に訪れるという形で登場。
あゆみのクラスメイト3名
『NewStage』では全員制服姿だったが、本作品では私服で登場。

## 舞台・用語
妖精の滝
「妖精の世界」にある湖の端に有る滝。
影は拉致した『スイート』までの妖精と『スマイル』までの変身アイテムを袋状に変化させた分身に包ませ、ここの滝壺に叩き落としたが、『スマイル』の妖精たちとグレル・エンエンに掬い上げられ、グレルの玩具の剣で分身を叩き割って皆を解放した。
プリキュア教科書
妖精学校の生徒たちが、プリキュアについて学ぶための教科書。『スマイル』までのプリキュアに関する特徴、それに弱点なども記載されており、グレルや影はこれを元に行動や戦闘を行った。
プリキュアパーティ
「影」とグレルがプリキュアを倒すべく、プリキュアを誘き出すために仕組んだ偽りのイベント。
各プリキュアに配られた招待状は、開くと仮面の妖精に変装したグレルのホログラフィーが浮き出て、呼び掛ける仕組みになっている。教科書に記載がなかったことから『ドキドキ』のメンバーには配られておらず、シャルルの協力で既に「妖精の世界」へ着いたみゆきとキャンディが呼び掛けた。
事件解決後は、妖精学校の協力を得て本当のパーティが改めて開催された。
影水晶
妖精学校の敷地内に封印されていた水晶。
心の中の妬みを察知し、そうした心の持ち主を呼び出す。呼び出され勧誘されても断れば何も起こらないが、誘いに乗ってしまうと影に取り込まれてしまう。元々、自分の弱い心と向き合うためのものだった。
巷で話題のスイーツ
「ソリティア」で開いた『ドキドキ!』のメンバーのお茶会で、ありすが取り寄せたお菓子の数々。出されたお菓子は次の5品。
1. 「TACO CAFE」のたこ焼き（『ふたりはプリキュア / ふたりはプリキュア MaxHeart』に登場）
2. 「ベーカリーPANPAKAパン」のチョココロネ（『ふたりはプリキュア Splash Star』に登場）
3. 「KAORU'S Doughnut Cafe」のドーナツ（『フレッシュプリキュア!』に登場）
4. 「Lucky Spoon」のカップケーキ（『スイートプリキュア♪』に登場）、
5. 大阪の納豆餃子飴（『スマイルプリキュア!』第14話に登場）

このうち、納豆餃子飴以外の4品は全てプリキュアの家族の店やプリキュアの行きつけの店で売られているお菓子で、更に過去のオールスターズ映画でプリキュアや妖精たちが関わったお菓子でもある。納豆餃子飴は当のありすは食べておらず、マナと六花は名前を聞いて驚き、そして真琴はこの飴を食べるも強烈な臭さで悶絶。ラケルからも「すごい破壊力ケル」と評された。
ミラクルダブルハートライト
本作品のミラクルライト。先端に大小2段重ねのハートと、2枚の羽根をあしらった蛍光部が付いている。冒頭の教習ではタルトがこれを取り出し、「舐めたり、光を見たり、振り回すのはいけない」と、観客への警告を兼ねて妖精たちに教え、そしてクライマックスでは、タルト・キャンディ・グレル・エンエン・妖精学校の妖精たちがライトを振り、プリキュアオールスターズと歴代妖精たちに力を与えた。ライト発光の際の台詞は、今までオールスターズ映画の「プリキュアに力を!!」から、「プリキュア、がんばれ!!」に変わった。

### 合体技
ドキドキスマイルミラクルボンバー
キュアマーチのマーチシュート、キュアサニーのサニーファイヤー&キュアロゼッタのロゼッタウォール、キュアビューティのビューティブリザード&キュアダイヤモンドのトゥインクルダイヤモンド、キュアピースのピースサンダー&キュアソードのホーリーソード、キュアハッピーのハッピーシャワー&キュアハートのマイスイートハートを立て続けに放つ合体技。キュアサニーが命名したが、キュアロゼッタに「なんですか、それ?」と突っ込まれた。

## スタッフ
- 製作 - 高木勝裕（東映アニメーション）、白倉伸一郎（東映）、山本晋也（朝日放送）、古澤圭亮（バンダイ）、和田修治（アサツー　ディ・ケイ）、許田周一（マーベラスAQL）、木下直哉（木下グループ）
- 企画 - 梅澤淳稔、松下洋幸
- 原作 - 東堂いづみ
- 脚本 - 成田良美
- オリジナルキャラクターデザイン - 稲上晃、香川久、馬越嘉彦、川村敏江、高橋晃
- キャラクターデザイン・作画監督 - 青山充
- 美術デザイン・美術監督 - 渡辺佳人
- 色彩設計 - 澤田豊二
- 製作担当 - 大町義則
- 音楽 - 高梨康治、高木洋
- 音楽制作 - 株式会社マーベラスAQL
- アニメーション制作 - 東映アニメーション
- 制作 - 映画 プリキュアオールスターズNS2 製作委員会（東映アニメーション、東映、バンダイ、アサツー ディ・ケイ、朝日放送、マーベラスAQL、木下グループ）
- 配給 - 東映
- 監督 - 小川孝治

## 主題歌
オープニングテーマ「プリキュア〜永遠のともだち〜(2013Version)」
作詞 - 六ツ見純代、作曲・編曲 - 高梨康治、歌 - 工藤真由 & 黒沢ともよ & 吉田仁美
エンディングテーマ「この空の向こう」
作詞 - 利根川貴之、作曲 - Dr.Usui、編曲 - Dr.Usui・利根川貴之、歌 - 吉田仁美
前作と同様、当時放送中のプリキュアシリーズのエンディングテーマをオールスターズ全員が踊る3Dアニメーションが使われており、本作品では32人のプリキュアが『ドキドキ!』のダンスを披露している。
テーマソング「みんなともだち」
作詞 - 六ツ見純代、作曲・編曲 - 藤澤健至、歌 - 黒沢ともよ & 吉田仁美
劇中ではインストゥルメンタルとして使用。

## 応援歌
「アジアン セレブレイション」
作詞・作曲 - つんく、編曲 - 平田祥一郎、歌 - Berryz工房（アップフロントワークス/ピッコロタウン）

## コラボレーション
本作品が公開された2013年は、プリキュアシリーズの開始10年目に当たることから、様々なコラボレーションが展開された。
- 結成10年目となるBerryz工房と、2005年公開の『映画 ふたりはプリキュア Max Heart 2 雪空のともだち』の主題歌「ギャグ100回分愛してください」のタイアップ以来となるコラボレーションが決定し、2013年3月3日に行われた「ハロープロジェクト 春の大感謝祭 ひな祭りフェスティバル2013」に歴代のプリキュアがゲスト出演した他、3月13日発売のシングル「アジアン セレブレイション」が、前述の通り本作品の応援歌となることも発表された[8]。また、シリーズ初となるBerryz工房との実写コラボポスターも制作され、3月11日から17日にかけてJR東日本の9駅に掲出される[9]。劇中でもBerryz工房の7人が妖精役としてゲスト出演している[10]。
- 2013年3月12日には、日刊スポーツより日本初の専門紙として「プリキュア新聞」が発行された[11]。

## 関連商品
- アニメコミック『映画プリキュアオールスターズNewStage2 こころのともだち』（2013年6月7日発売、一迅社、ISBN 978-4-7580-1321-5）
  - アニメ映像を漫画化したフィルムコミック。冒頭の「登場人物紹介」は4ページ分を2つに分け、1つめは『ドキドキ』『スマイル』両メンバーとグレル・エンエンを、当時のポスター画像を流用して紹介（「影」も記載されているが名前は振られず）、2つめは『スイート』以前のプリキュアを、プリキュア別に分けて紹介。
  - OP・EDは収録されず、変身シークエンスのある『ドキドキ』『スマイル』の同場面は短縮され、本編でも一部収録されていない場面がある[注 15]。
- CD『映画プリキュアオールスターズ NewStage2 こころのともだち 主題歌シングル』（マーベラスAQL/ソニー・ミュージックディストリビューション、2013年3月13日発売、MJSS-09097）
- CD『映画プリキュアオールスターズ　NewStage2 こころのともだち オリジナル・サウンドトラック』（マーベラスAQL/ソニー・ミュージックディストリビューション、2013年3月13日発売、MJSA-01063）
- DVD/BD『映画プリキュアオールスターズ NewStage2 こころのともだち』（マーベラスAQL/TCエンタテインメント、2013年7月26日発売）
  - DVD特装版（TCED-1887）/DVD通常版（TCED-1888）/Blu-ray特装版（TCBD-0257）
  - 特装版は、映像特典としてオープニング・エンディングムービーのノンテロップバージョンとエンディングムービーのメイキングバージョン、舞台挨拶、生天目仁美と福圓美里によるスペシャル対談、TVスポット、予告集、ピクチャーコレクションを収録、オールスターズ☆キラキラよこながメモとリーフレットを同梱、カラーケース・ピクチャーレーベル仕様。ブルーレイ・DVD共に字幕あり。

## 特別番組
公開を記念し、『『映画プリキュアオールスターズNewStage2 こころのともだち』みどころいっぱいスペシャル!』が全国各局で順次放送された。ナレーションは美墨なぎさ（キュアブラック）役の本名陽子が担当。
| 放送地域       | 放送局             | 放送日        | 放送時間                     | 系列           | 備考                   |
| -------------- | ------------------ | ------------- | ---------------------------- | -------------- | ---------------------- |
| 新潟県         | 新潟テレビ21       | 2013年3月16日 | 土曜 5:20 - 5:50             | テレビ朝日系列 |                        |
| 福井県         | 福井テレビ         | 2013年3月16日 | 土曜 5:30 - 6:00             | フジテレビ系列 |                        |
| 山梨県         | テレビ山梨         | 2013年3月16日 | 土曜 6:00 - 6:30             | TBS系列        |                        |
| 愛媛県         | 愛媛朝日テレビ     | 2013年3月16日 | 土曜 6:30 - 7:00             | テレビ朝日系列 |                        |
| 日本全域       | アニマックス       | 2013年3月16日 | 土曜 6:30 - 7:00             | BS/CS放送      |                        |
| 日本全域       | 東映チャンネル     | 2013年3月16日 | 土曜 11:30 - 12:00           | CS放送         | リピート放送あり       |
| 埼玉県         | テレ玉             | 2013年3月16日 | 土曜 19:30 - 20:00           | 独立局         |                        |
| 日本全域       | BS11               | 2013年3月16日 | 土曜 19:30 - 20:00           | BS放送         | 『アニメ+』枠          |
| 長野県         | 長野朝日放送       | 2013年3月17日 | 日曜 4:45 - 5:15             | テレビ朝日系列 | リピート放送あり       |
| 中京広域圏     | メ〜テレ           | 2013年3月17日 | 日曜 6:00 - 6:30             | テレビ朝日系列 |                        |
| 近畿広域圏     | 朝日放送           | 2013年3月17日 | 日曜 6:00 - 6:30             | テレビ朝日系列 |                        |
| 鳥取県・島根県 | 山陰放送           | 2013年3月17日 | 日曜 6:00 - 6:30             | TBS系列        |                        |
| 香川県・岡山県 | 瀬戸内海放送       | 2013年3月17日 | 日曜 6:00 - 6:30             | テレビ朝日系列 |                        |
| 東京都         | TOKYO MX           | 2013年3月17日 | 日曜 15:00 - 15:30           | 独立局         | マルチ編成のためSD画質 |
| 宮城県         | 東日本放送         | 2013年3月18日 | 月曜 4:50 - 5:20             | テレビ朝日系列 |                        |
| 静岡県         | 静岡朝日テレビ     | 2013年3月20日 | 水曜 3:55 - 4:25             | テレビ朝日系列 |                        |
| 山形県         | 山形テレビ         | 2013年3月21日 | 木曜 16:00 - 16:30           | テレビ朝日系列 |                        |
| 大分県         | 大分朝日放送       | 2013年3月22日 | 金曜 4:55 - 5:25             | テレビ朝日系列 |                        |
| 宮崎県         | 宮崎放送           | 2013年3月23日 | 土曜 4:45 - 5:15             | TBS系列        |                        |
| 北海道         | 北海道テレビ       | 2013年3月23日 | 土曜 6:30 - 7:00             | テレビ朝日系列 |                        |
| 石川県         | 北陸朝日放送       | 2013年3月23日 | 土曜 6:30 - 7:00             | テレビ朝日系列 |                        |
| 沖縄県         | 琉球朝日放送       | 2013年3月23日 | 土曜 9:30 - 10:00            | テレビ朝日系列 |                        |
| 山口県         | 山口朝日放送       | 2013年3月23日 | 土曜 10:00 - 10:30           | テレビ朝日系列 |                        |
| 神奈川県       | tvk                | 2013年3月23日 | 土曜 12:00 - 12:30           | 独立局         |                        |
| 広島県         | 広島ホームテレビ   | 2013年3月24日 | 日曜 5:20 - 5:50             | テレビ朝日系列 |                        |
| 富山県         | チューリップテレビ | 2013年3月24日 | 日曜 5:45 - 6:15             | TBS系列        |                        |
| 高知県         | テレビ高知         | 2013年3月24日 | 日曜 17:00 - 17:30           | TBS系列        |                        |
| 長崎県         | 長崎文化放送       | 2013年3月25日 | 月曜 3:15 - 3:45（日曜深夜） | テレビ朝日系列 |                        |
| 熊本県         | 熊本朝日放送       | 2013年3月28日 | 木曜 14:55 - 15:25           | テレビ朝日系列 |                        |
| 鹿児島県       | 鹿児島放送         | 2013年3月29日 | 金曜 3:15 - 3:45（木曜深夜） | テレビ朝日系列 |                        |
| 青森県         | 青森朝日放送       | 2013年3月30日 | 土曜 11:00 - 11:30           | テレビ朝日系列 |                        |
| 岩手県         | 岩手朝日テレビ     | 2013年3月31日 | 日曜 16:55 - 17:25           | テレビ朝日系列 |                        |
| 福島県         | 福島放送           | 2013年4月2日  | 火曜 10:25 - 10:55           | テレビ朝日系列 |                        |
| 秋田県         | 秋田朝日放送       | 2013年4月3日  | 水曜 14:55 - 15:25           | テレビ朝日系列 |                        |
| 福岡県         | 九州朝日放送       | 2013年4月7日  | 日曜 6:00 - 6:30             | テレビ朝日系列 |                        |

## ネット配信
- YouTube「プリキュア公式YouTubeチャンネル」：2020年4月17日18:00 - 4月24日17:59（『映画スマイル』・『映画ドキドキ』との同時配信）
- YouTube「東映アニメーションミュージアムチャンネル」：2025年8月9日17:00 - 8月16日16:59（『わんだふるぷりきゅあ!』本編第1話との同時配信）